# Черепко Андрій Васильович
Андрій Васильович Черепко (нар. 17 січня 1997) — український футболіст, воротар клубу «Путнок».

## Життєпис

### Ранні роки
Вихованець СДЮСШОР міста Ужгорода. З 2011 по 2014 рік провів у чемпіонаті ДЮФЛ 22 матчі.

### Клубна кар'єра
Улітку 2015 року приєднався до складу ужгородської «Говерли». 24 серпня того ж року дебютував у юнацькій (U-19) команді закарпатців у домашньому матчі проти полтавської «Ворскли». За молодіжну (U-21) команду дебютував 20 листопада 2015 року у виїзному поєдинку знову проти «Ворскли».
14 травня 2016 року дебютував у складі «Говерли» в домашній грі Прем'єр-ліги проти луцької «Волині», замінивши на 46-й хвилині Дмитра Бабенка. Андрій досить непогано ввійшов у гру: відразу ж кілька разів врятував команду, а на 71-й хвилині відбив непростий удар від Анатолія Діденка.
Після завершення сезону 2015/16 виступає за аматорський ужгородський клуб
«Спартакус» у турнірах ФФЗ та за ДЮФШ мукачівського клубу «Мункач» у юніорському чемпіонаті України.

## Статистика
Статистичні дані наведено станом на 14 травня 2016 року
| Клуб      | Ліга         | Сезон   | Чемпіонат | Чемпіонат | Кубок | Кубок | U-21 | U-21 |
| Клуб      | Ліга         | Сезон   | Ігри      | Голи      | Ігри  | Голи  | Ігри | Голи |
| --------- | ------------ | ------- | --------- | --------- | ----- | ----- | ---- | ---- |
| «Говерла» | Прем'єр-ліга | 2015/16 | 1         | 0         |       |       | 1    | −7   |